# Víctor Ramón Fuentes Fiallo
Víctor Ramón Fuentes Fiallo (1949 - 2013) fue un botánico, y profesor cubano; desarrollando actividades académicas en el Instituto de Investigaciones en Fruticultura Tropical. UCTB “Alquízar”; y en la Universidad de La Habana.

## Algunas publicaciones
- víctor ramón Fuentes Fiallo. 2008. Las especies medicinales amenazadas en Cuba. Revista del Jardín Botánico Nacional 28: 77-81

- -----------------------------------. 1990. Contribución al estudio de la flora medicinal de Cuba. Revista Jard. Bot. Nac. Univ. Habana 10 (1): 63-71

- m. Granda, víctor r. Fuentes Fiallo. 1987. 'Nuevas contribuciones al conocimiento del género Rauvolfia L. en Cuba. Revista Jard. Bot. Nac. 8(3): 27-32

- víctor ramón Fuentes Fiallo. 1984. Sobre la flora medicinal de Cuba. Bol. Reseñas, Pl. Med. 11: 39

### Libros
- víctor ramón Fuentes Fiallo, c.m. Lemes, c. Rodríguez, l. Robineau. 2000. Manual de cultivo y conservación de plantas medicinales. Santo Domingo: SATIS; 197 pp.

- -----------------------------------, manuel m. Granda Lorenzo. 1997. Conozca las plantas medicinales. Editor Ed. Científico-Técnica, 244 pp.

- -----------------------------------, a. Expósito. 1997. Las Encuestas etnobotánicas sobre plantas medicinales en Cuba. Revista Jard. Bot. Nac. Univ. Habana 16: 77-145

- -----------------------------------. 1988. Las plantas medicinales en Cuba. Tesis doctoral. Editor s.n., 412 pp.

- x. Xiques, víctor r. Fuentes Fiallo, María de los ángeles Gálvez. 1986. Sobre el mejoramiento genético del género Datura en Cuba. Editor CIDA, 35 pp.

- víctor ramón Fuentes Fiallo. 1982a. Relación de Plantas Medicinales en Cuba I. Bol. Reseñas, Pl. Med. 3: 62 pp.

- -----------------------------------. 1982b. Relación de Plantas Medicinales en Cuba II. Bol. Reseñas, Pl. Med. 4: 20 pp.

- La abreviatura «V.R.Fuentes» se emplea para indicar a Víctor Ramón Fuentes Fiallo como autoridad en la descripción y clasificación científica de los vegetales.[2]